# Route nationale 590
Die N590 war von 1933 bis 1973 eine französische Nationalstraße, die in zwei Teilen zwischen der N589 westlich vom Zentrum von Le Puy-en-Velay und Arpajon-sur-Cère verlief. Ihre Gesamtlänge betrug 169 Kilometer.